# Tjekutsk
Tjekutsk (belarusiska: Шчакоцк) är en by i Brests voblast, Vitryssland. I byn ligger mätpunkten "Tchekutsk" på världsarvet Struves meridianbåge.